# Nocciola romana
La noisette romaine (en italien « nocciola romana » ou « nocciola gentile romana DOP ») est une variété de noisette bénéficiant d'une appellation d'origine protégée, produite au nord de Rome, dans une partie des provinces de Rome et de Viterbe. Environ 4 500 exploitations produisent 400 à 450 000 quintaux de noisettes par an. 
Une méthode par spectroscopie proche infrarouge a été mise au point pour identifier cette noisette et lutter contre la fraude. 

## Communes productrices

### Province de Viterbe
Barbarano Romano, Bassano in Teverina, Bassano Romano, Blera, Bomarzo, Calcata,  Canepina, Capranica, Caprarola, Carbognano, Castel Sant'Elia, Civita Castellana, Corchiano, Fabrica di Roma, Faleria, Gallese, Ischia di Castro, Monterosi, Nepi, Oriolo Romano, Ronciglione, Soriano nel Cimino, Sutri, Vallerano, Vasanello, Vejano, Vetralla, Vignanello, Villa San Giovanni in Tuscia, Vitorchiano, Viterbe

### Province deRome
Bracciano, Canale Monterano, Manziana, Rignano Flaminio, Sant'Oreste, Trevignano Romano.